# Lisa McGee
Elizabeth “Lisa” McGee é uma dramaturga e roteirista irlandesa. McGee é a criadora e escritora de Derry Girls, uma série de comédia que começou a ser exibida no Channel 4 no Reino Unido. Em 2018, ela foi listada como uma das 100 mulheres da BBC.
McGee nasceu em Derry, Irlanda do Norte, filha de pais católicos irlandeses, Chris e Anne McGee. Ela estudou no Thornhill College e depois estudou teatro na Queen's University de Belfast.
Em 2006, foi escritora em caráter temporário no Royal National Theatre, em Londres. Suas peças incluem Jump, The Heights, Nineteen Ninety Two e Girls and Dolls, pela qual ganhou a bolsa Stewart Parker Prize em 2007.
Em 2023, McGee venceu o prêmio BAFTA na categoria melhor escritora em comédia.